# Contrôleur général des finances

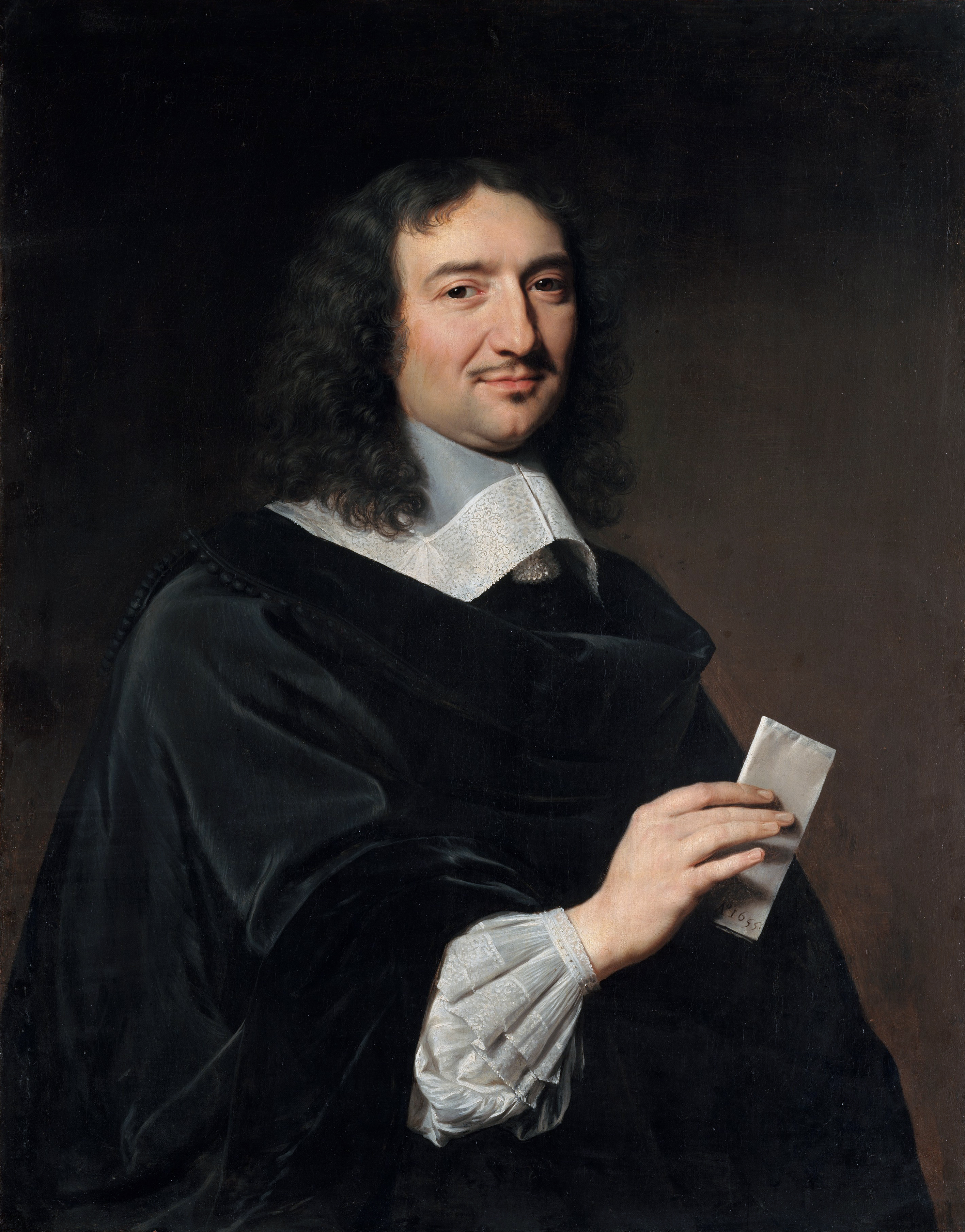
Jean-Baptiste Colbert

Il Contrôleur général des finances (lett. Controllore generale delle finanze) era, sotto l'Ancien Régime, il responsabile ministeriale delle finanze reali in Francia, dopo la soppressione della carica di Surintendant des finances nel 1661, incaricato di amministrare le finanze della monarchia.

Jean-Baptiste Colbert fu il primo ed il "Contrôleur" più famoso, dal 1665 al 1683.

## Storia
La carica è stata creata nel 1547, con due titolari la cui funzione era di verificare le spese e le entrate eseguite dal Tesoriere del risparmio, allora il vero gestore delle finanze reali. 
I "contrôleurs" derivano il loro nome dal registro degli atti o contre-rôle col quale essi tenevano il controllo degli atti del "Tesoriere". 
L'ufficio del controllore generale non è quindi in origine una funzione di amministrazione o governo, riservata agli Intendenti delle finanze o ai Sovrintendenti delle finanze, ma una funzione di controllo.
Nel 1661, l'ultimo "Surintendant", Nicolas Fouquet, fu arrestato. 
È allora che Jean-Baptiste Colbert diventa il capo dell'amministrazione delle finanze, prima con il titolo di "Intendant", poi a partire dal 1665, con quello di "Contrôleur général". 
Sotto l'amministrazione di Colbert, il contrôle général des finances (controllo generale delle finanze) attira su di lui molti poteri. 
Egli rimane il più celebre ad aver rivestito questa carica.
In quel periodo infatti, il Re Luigi XIV sopprime i due uffici di "contrôleurs général" per sostituirli con un'unica "commission" (istituzione con incarichi specifici). 
Questa evoluzione della posizione, da un incarico trasmissibile a una carica revocabile secondo la volontà del sovrano, segna anche la trasformazione della funzione. 
Il "Contrôleur général" corrisponde ormai a una funzione di governo.
La funzione di "Controllore generale delle finanze" subisce poi una interruzione con la Polisinodia (1715-1718), ma viene ricreata nel 1722.
Jacques Necker, essendo straniero (svizzero) e protestante, non poteva ricevere il titolo e l'ufficio di Contrôleur général, anche se lo stesso dirigeva de facto l'amministrazione delle finanze tra il 1776 e il 1781 e tra il 1788 e il 1790. 
Affiancato da "controllori generali" fantoccio a lui sottoposti, lo stesso ricevette la carica di «directeur général du Trésor royal» poi di «directeur général des finances».

## Competenze
Le responsabilità del "Controllore generale delle finanze" erano le più grandi di tutta l'amministrazione dell'Ancien Régime: secondo il testo della Commissione nel 1665, ha il potere di: « faire rapport en notre Conseil de toutes les affaires qui concerneront notre service et de toutes autres indifféremment » ("segnalare al nostro Consiglio tutte le questioni che riguardano il nostro servizio e anche di tutte le altre").
Il "Controllore generale delle finanze" dirigeva la finanza, l'agricoltura, l'industria, il commercio, le strade e i ponti e parte dell'amministrazione interna.
Colbert, il primo dei "Contrôleur général", cumula il portafoglio della Marina (1669-1683) e quello di Sovrintendente degli edifici (1664-1683).
Il servizio è stato molto remunerato: in aggiunta al trattamento di 200.000 livre all'anno, potevano aggiungere 20.000 livre come ministre d'État e le varie percentuali in particolare al momento del rinnovo delle concessioni della Ferme (Concessionari della riscossione imposte territoriali).
Il "Contrôleur général" è sempre membro del Conseil privé, dove raramente viene, del Conseil des dépêches (lett. Consiglio dei Dispacci - specie di ministero dell'interno), del Conseil royal des finances (lett. Consiglio reale di finanza), e del Conseil royal de commerce (lett. Consiglio reale del commercio). Finisce quasi sempre alla fine per essere creato ministre d'État (lett. Ministro di Stato), che gli dà accesso al Conseil d'en haut (precursore del Consiglio di Stato). Al di fuori dell'amministrazione delle finanze (tesoro, esazione imposte, monetazione, ecc.), dirige tutta l'economia e gran parte dell'amministrazione delle province reali. 
È specialmente su sua proposta sono nominati la maggior parte degli Intendant dei dipartimenti territoriali provinciali.
Il "Controllore generale" era generalmente scelto tra gli Intendant des finances o i Maître des requêtes.
Era il responsabile ministeriale la cui posizione era la meno sicura, specialmente sotto i regni di Luigi XV e Luigi XVI, a tal punto che il suo albergo era chiamato l'« hôtel dei traslochi ».

## Organizzazione
A differenza di altri ministeri, il controllo generale delle finanze era organizzato in modo collegiale. Era diviso in settori diversi, dove il Controllore generale dirigeva effettivamente i più importanti (includeva specialmente il Tesoro reale) mentre gli altri erano condotti ciascuno da un Intendente delle finanze, sui quali il controllore generale esercitava un controllo superficiale. 
Gli Intendant des finances erano sei alla fine dell'Ancien Régime. Questa squadra era spesso chiamata con le definizioni di « Messieurs des finances » o « gens des finances » (lett."Signori della finanza" o "persone della finanza").
Allo stesso modo il "Controllore generale" era assistito da quattro e poi cinque Intendant du commerce.
Mentre in un Ministero tradizionale, una sola persona - il secrétaire d'État - aveva accesso al Conseil du roi de France, il controllo generale aveva al vertice una serie di personalità appartenenti al Consiglio: il "Contrôleur général", gli "Intendant des finances" e gli "Intendant du commerce". 
Viene quindi creata una collegialità che ha portato gli incaricati della finanza a vedere se stessi quasi come formassero una sezione del Consiglio del Re. 
Il risultato fu il declino delle formazioni di Consigli specializzati in finanza.
D'altro canto, nella misura in cui l'autorità era reputata che provenisse solo dal Re, le "persone della finanza" erano tecnicamente obbligate a prendere le loro decisioni sotto la forma di sentenze del Consiglio, anche se l'amministrazione delle finanze prende molte decisioni, spesso di scarse conseguenze. 
Poi hanno cominciato a presentare sotto la forma di sentenze del Consiglio delle decisioni che in realtà avevano fatto tra di loro. Quasi nel 90% dei casi le decisioni in materia della finanza sono state prese in questo modo e solo il 10% circa emanate effettivamente dal Consiglio.
Il personale del "controllo generale" era relativamente numeroso, soprattutto rispetto a quello degli altri ministeri. 
Gli uffici essenzialmente si trovavano a Parigi, dove vivevano i "finanzieri" con i quali il "controllo" doveva trattare frequentemente. 
Il "Controllore generale" aveva uffici a Parigi, al palazzo Mazarino, rue Neuve-des-Petits-Champs (oggi : Biblioteca nazionale di Francia) e a Versailles. 
Era affiancato solo da un segretario e il suo primo impiegato ("commis") e parte degli uffici di quest'ultimo. 
Gli "Intendenti delle finanze" erano insediati nei loro Alberghi a Parigi, dove avevano la loro segreteria e qualche "primo impiegato", gli altri avendo il loro personale nel proprio Hotel, un po' dappertutto nella capitale.

## Elenco cronologico
- 17 aprile 1547-1554 : Jean du Thier o Jean Duthier
- 31 ottobre 1554-7 novembre 1558 : André Blondet de Rocquencourt
- 15 novembre 1558-13 agosto 1559 : Simon Goille
- 6 novembre 1568-24 gennaio 1573 : Guillaume de Marillac
- 11 febbraio 1596-16 luglio 1599 : Charles de Saldaigne d'Incarville
- Luglio 1599-28 giugno 1608 : Jean de Viene
- 28 giugno 1608-5 febbraio 1611 : Gilles de Maupeou
- 5 febbraio 1611-20 maggio 1616 : Pierre Jeannin
- 20 maggio 1616-aprile 1617 : Claude Barbin
- 26 aprile 1617-1619 : Gilles de Maupeou
- 25 settembre 1619-1623 : Pierre de Castille
- 23 gennaio 1623-1626 : Jean Boschart de Champigny
- 1º marzo 1626-1628 : Simon Marion de Druy
- 12 gennaio 1634-1636 : Pierre de Duret de Chevry
- Maggio 1643-1648 : Michel Particelli d'Emery
- 20 aprile 1648-1657 : Antoine Le Camus
- 13 maggio 1655-18 settembre 1657 : Claude Ménardeau de Champré
- 20 ottobre 1657-12 dicembre 1665 : Barthélemy Hervart
- 20 ottobre 1657-12 dicembre 1665 : Louis Le Tonnelier de Breteuil
- 12 dicembre 1665-6 settembre 1683 : Jean-Baptiste Colbert (allo stesso tempo Secrétaire d’État de la Maison du roi e della Marine)
- 6 settembre 1683-20 settembre 1689 : Claude Le Peletier de Morfontaine
- 20 settembre 1689-5 settembre 1699 : Louis Phélypeaux, conte di Pontchartrain (allo stesso tempo Secrétaire d’État de la Maison du roi e alla Marine)
- 20 settembre 1699-20 febbraio 1708 : Michel Chamillart (agosto secrétaire d’État de la Guerre)
- 20 novembre 1708-15 settembre 1715 : Nicolas Desmarets
- 15 settembre 1715-28 gennaio 1718 : Adrien Maurice de Noailles, presidente del Consiglio delle finanze
- 28 luglio 1718-5 luglio 1720 : Marc-René de Voyer de Paulmy, marchese d’Argenson direttore dell'amministrazione principale delle finanze
- 4 gennaio 1720-29 maggio 1720 : John Law economista
- 12 dicembre 1720-21 aprile 1722 : Félix Le Peletier de la Houssaye
- 21 aprile 1722-14 giugno 1726 : Charles Gaspard Dodun
- 14 giugno 1726-19 marzo 1730 : Michel Robert Le Peletier des Forts
- 20 marzo 1730-5 dicembre 1745 : Philibert Orry
- 6 dicembre 1745-28 luglio 1754 : Jean-Baptiste de Machault d'Arnouville
- 30 luglio 1754-24 aprile 1756 : Jean Moreau de Séchelles
- 24 aprile 1756-25 agosto 1757 : François Marie Peyrenc de Moras
- 25 agosto 1757-4 marzo 1759 : Jean de Boullongne
- 4 marzo 1759-21 novembre 1759 : Étienne de Silhouette
- 23 novembre 1759-13 dicembre 1763 : Henri Léonard Jean Baptiste Bertin
- 13 dicembre 1763-1º ottobre 1768 : Clément Charles François de L’Averdy
- 22 settembre 1768-22 dicembre 1769 : Étienne Maynon d'Invault
- 22 dicembre 1769-24 agosto 1774 : Abate Joseph Marie Terray
- 20 luglio 1774-12 maggio 1776 : Anne Robert Jacques Turgot, barone di l'Aulne (allo stesso tempo Secrétaire d’État de la marine)
- 21 maggio 1776-18 ottobre 1776 : Jean Étienne Bernard Clugny de Nuits
- 21 ottobre 1776-29 giugno 1777 : Louis Gabriel Taboureau des Réaux (di fatto Jacques Necker, direttore generale del Tesoro)
- 29 giugno 1777-19 maggio 1781 : Jacques Necker, direttore generale delle finanze
- 21 maggio 1781-29 marzo 1783 : Jean-François Joly de Fleury, amministratore generale delle finanze
- 29 marzo 1783-2 novembre 1783 : Henri Lefèvre d'Ormesson
- 3 novembre 1783-8 aprile 1787 : Charles Alexandre de Calonne
- 10 aprile 1787-1º maggio 1787 : Michel Bouvard de Fourqueux
- 3 maggio 1787-31 agosto 1787 : Pierre-Charles Laurent de Villedeuil
- 31 agosto 1787-25 agosto 1788 : Claude Guillaume Lambert
- 25 agosto 1788-11 luglio 1789 : Jacques Necker, direttore generale delle finanze
- 22 luglio 1789-4 dicembre 1790 : Claude Guillaume Lambert (di fatto Jacques Necker, direttore generale delle finanze)